# 斉藤丑松
斉藤 丑松（さいとう うしまつ、旧姓鹿倉（しかくら）、1912年12月24日 - 1994年6月4日）は日本の作曲家、ホルン奏者。茨城県猿島郡新郷村（現古河市）出身。

## 経歴
1912年、茨城県猿島郡に鹿倉浅之丞の四男として生まれる。1929年、海軍軍楽兵として横須賀海兵団に入団。アルトホルンを専攻する。1931年には地中海方面に派遣された練習艦隊に乗り組む。成績優秀につき1932年には東京音楽学校に練習生として派遣される。1935年に処女作である「空軍の威力」を発表して以来、帝国海軍軍楽隊のエースとして活躍。その独特の旋律は「鹿倉節」と軍楽隊関係者でよばれていた。もっとも、作品の著作権を軍楽隊員個人が持つことがふさわしくないとされたため、作品は発表当時はすべて「○○（陸軍、海軍、帝国のいずれかが入る）軍楽隊作曲・編曲」と記されるようになった。それゆえ、斉藤丑松だけに限ったことでなかったが、作曲者の名が知られるようになったのは戦後になってからである。1937年にはジョージ6世戴冠記念観艦式に派遣される重巡洋艦「足柄」の軍楽隊の一員に選抜される。1939年に養子縁組により斉藤と改姓する。1941年に軍楽兵曹長に昇進後は、上海の支那方面艦隊軍楽隊に派遣された時を除いて、一貫してほぼ東京で作曲・編曲活動を続けた。終戦時は少尉で、海軍軍楽隊東京分遣隊に所属していた。
戦後の斉藤は、吹奏楽の表舞台に立つことは殆ど無かったが、その一方で後述する「アイリス音楽院」の発表会で使用する曲などの編曲は数多く行った。
1976年に行進曲「海国日本」を作曲したほかは、専ら個人教授に専念。大田区久が原で音楽の個人教室「アイリス音楽院」を開き、やがて近隣にいくつかの教室を持つ音楽教室に発展させた。
平成に入ってからは病床につくことが多くなるも「あの頃の響き」ほか、数曲の接続曲や歌曲を作るなど、精力的に活動を行った。
1994年1月、前年8月に斉藤が作詞・作曲した歌曲「あこがれの海」をトリオに入れたマーチ　行進曲「あこがれの海」を完成。彼の最後の吹奏楽曲となった。
同年4月に高知県土佐清水市に転地療養し、行進曲「海」ほか、唱歌をトリオに入れた２つの作品のスケッチを残したまま、白血病により同年6月4日に死去。81歳没。

## 主な作品

### 行進曲
- 行進曲「空軍の威力」（トリオ作詞：松島慶三、1935年3月)
- 行進曲「国民の意気」（1935年5月）
- 行進曲「海の戦士」（1935年7月）
- 行進曲「怒涛を蹴って」（トリオ作詞：水島洋、1935年8月)
- 意想的行進曲「翔けよ勇士」（1936年10月）
- 行進曲「足柄」（トリオ：自作『足柄の歌』(中村正晴作詞)、1937年7月）　先述の足柄航海中に作曲。
- 行進曲「上海陸戦隊」（トリオ：坂逸郎曲・松島慶三詞『上海陸戦隊の歌』、1937年8月)
- 行進曲「愛国」（トリオ：瀬戸口藤吉曲・森川幸雄詞「愛国行進曲」、1937年12月）
- 行進曲「横須賀海兵団」（トリオ：内藤清五曲・作詞不明『横須賀海兵団団歌』、1938年4月）
- 行進曲「海軍記念日」（トリオ：自作・松島慶三詞『海軍記念日を称ふる歌』、1938年5月）
- 行進曲「南郷少佐」（トリオ：内藤清五曲・松島慶三詞『噫、南郷少佐』、1938年8月）
- 行進曲「軍艦旗」（トリオ：瀬戸口藤吉曲・佐佐木信綱詞『軍艦旗の歌』、1938年10月）
- 大行進曲「建国」（1938年11月）　戦後「民族の誇り」に改作。
- 行進曲「護れ海原」（トリオ：自作・伊藤竹夫詞『護れ海原』、1939年1月)　斉藤が一番気に入っていた自作曲。
- 行進曲「海南島」（トリオ：椿原良作曲・松島慶三詞『海南島上陸の歌』。1939年4月)
- 行進曲「太平洋」（トリオ：布施元曲・横山正徳詞「太平洋行進曲」1939年4月）
- 大行進曲「伸び行く電波」（1939年5月）　JOAK新館落成を記念して作曲。曲中に「新館落成記念」のモールスを組み込む。
- 大行進曲「大日本」（1939年9月）　第一回大日本吹奏楽競演会（現 全日本吹奏楽コンクール）課題曲。
- 行進曲「帝都の護り」（トリオ：内藤清五曲・松島慶三詞『横浜海軍航空隊々歌』、1939年10月）
- 行進曲「銃後の日本大丈夫」（トリオ：名倉晰曲・陸名一雄詞『銃後の日本大丈夫』、1939年11月）
- 行進曲「紀元二千六百年」（トリオ：森義八郎曲・増田好生詞『紀元二千六百年』、1939年12月）
- 行進曲「国民進軍歌」（トリオ：松田洋平曲・下泰詞『国民進軍歌』、1940年6月）
- 大行進曲「皇紀二千六百年」（トリオ：信時潔曲・東京音楽学校詞『紀元二千六百年頌歌』1940年9月）
- 行進曲「埼玉青年」（1940年10月）
- 行進曲「海を渡る荒鷲」（トリオ：和真人曲・勝承夫詞『海を渡る荒鷲』、1940年10月）
- 行進曲「大政翼賛」（トリオ：鷹司平通曲・山岡勝人詞『大政翼賛の歌』、1941年2月）
- 行進曲「東京無線青年学校」（トリオ：作曲作詞不明『東京無線青年学校校歌』、1941年2月）
- 行進曲「海の進軍」（トリオ：自作・海老名正男詞『海の進軍』、1941年5月）同じ歌詞に古関裕而が曲をつけた同名曲がある。）
- 行進曲「揚子江」（1942年12月）　総譜紛失。1994年にピアノ譜からリスコア化（復元）。
- 大行進曲「無敵の艨艟」（1944年5月）
- 大行進曲「祖国の護り」（1944年7月）
- 行進曲「国民義勇隊」（トリオ：橋本國彦曲・堀内敬三ら詞『国民義勇隊の歌』、1944年10月）
- 大行進曲「民族の誇り」（1970年代）　大行進曲「建国」の改作。
- 行進曲「海国日本」（1976年8月、1976年度笹川賞創作曲コンクール吹奏楽A部門3位）
- 行進曲「あこがれの海」（トリオ：自作曲および自作詞『あこがれの海』、1994年1月）　最後の吹奏楽作品。
- 行進曲「海」（1994年5月）　遺作、ピアノスケッチ。

### 歌曲・軍歌
- 海の歌（藤山一郎歌・土田豊作詞、1940年7月）　海運貿易新聞社懸賞当選歌。
- 漢口攻略の歌（松島慶三作詞、1938年10月）
- 広東攻略の歌（松島慶三作詞、1938年10月）　長津義司作曲の歌とは同名異曲。
- 東亜の黎明（松島慶三作詞、1938年4月）
- 海軍記念日を称ふる歌（松島慶三作詞。後にこの歌をトリオに入れた行進曲「海軍記念日」を作曲している。）
- 少年航空兵の歌（レコードの編曲は深海善次。）
- 空ゆかば（吉田俊雄作詞。）

### 意想曲・接続曲
- 意想曲「潜水艦」（梶谷宗之助作曲の「潜水艦の華」を曲中に取り入れた意想曲。）
- 意想曲「東亜の黎明」（1938年5月）
- 意想曲「風雲の上海」（1936年2月）
- 接続曲「興国日本」（歌曲・行進曲22曲で構成された接続曲。1939年12月）
- 接続曲「あの頃の響き」（晩年に作曲した、戦前の歌曲・行進曲16曲で構成された接続曲。1992年1月）

### 編曲
- 「銃後の日本大丈夫」（名倉晰作曲・陸名一雄作詞の歌曲。吹奏楽編曲。）
- 「噫、南郷少佐」（内藤清五作曲・松島慶三作詞の軍歌。吹奏楽編曲。）
- 「忘れられぬぞ連雲港」（原功男作曲の軍歌。吹奏楽編曲。）
- 「海南島上陸の歌」（椿原良作作曲の軍歌。吹奏楽編曲）
- 「軍艦旗の歌」（瀬戸口藤吉作曲・佐佐木信綱作詞の軍歌。吹奏楽編曲。）
- 「如何に狂風」（田中穂積作曲・佐戦児作詞の軍歌。吹奏楽編曲。）
- 「躍進海軍の歌」（山田耕筰作曲・松島慶三作詞の軍歌。吹奏楽編曲。）
- 「潜水艦の華（成瀬兵曹の歌）」（梶谷宗之助作曲の軍歌。吹奏楽編曲。）
- 「東京無線青年学校校歌」（作曲・作詞者不明。校歌。吹奏楽編曲。）
- 「太平洋行進曲」（布施元作曲・横山正徳作詞の国民歌。吹奏楽編曲。）
- 「横浜海軍航空隊隊歌」（内藤清五作曲・松島慶三作詞の軍歌。吹奏楽編曲。）
- 「紀元二千六百年頌歌」（信時潔作曲・東京音楽学校作詞の国民歌。吹奏楽編曲。）

斉藤は、行進曲だけでなく円舞曲や歌曲などの作曲も多く手掛けており、歌曲の吹奏楽編曲や自作曲の管弦楽編曲なども盛んに行った。
このほかにも斉藤は数多くの歌曲・行進曲・円舞曲などの作（編）曲を手掛けており、生涯で76作品を作曲し、140作品の編曲を行った。

## エピソード
- 「愛国行進曲」をトリオに使った行進曲「愛国」の作曲が内閣情報部によって企画された際、作曲は陸軍戸山学校軍楽隊・海軍軍楽隊から1人選んで、合作の形が採られる事となった。陸軍の代表が須摩であり、海軍の代表が斉藤（当時は鹿倉姓）であった。斉藤から見ると須摩は先輩であり、何かと遠慮する部分もあって思うように作曲が進まなかった。そこに上官の海軍軍楽隊隊長内藤清五が「自分なりに納得いく曲を作ってみろ」と励まし、合作のものと別に斎藤バージョンの行進曲「愛国」が完成した。完成披露演奏会の際、合作の行進曲「愛国」に続いて斉藤の行進曲「愛国」が披露され、斎藤の方が出来栄えがよかったこともあり、行進曲「愛国」は斉藤作曲のものが選ばれることとなったが、面子をつぶされた陸軍はまったく面白くなかった。後日、陸海軍軍楽隊関係者の集いがあった際、陸軍側の一将校が斉藤を見つけるや否や、「お前が鹿倉か！」といきなり往復ビンタを食らわせた。その場をじっとやり過ごした斉藤に対し、内藤は「よく我慢した」と斉藤を慰めたという。なお、陸軍側では須摩が改めて行進曲「愛国」を作曲し、録音も行っている。
- 大行進曲「大日本」の作曲時には、楽想を練るために皇居前に1ヶ月も佇んでいたという伝説がある。
- 生前、斉藤は行進曲「護れ海原」が最も好きな自作の行進曲だ、と話していた。
- 死去する前年の1993年11月、歌曲「あこがれの海」を完成させた斉藤は、同年12月に完成を祝して自宅で披露パーティーを開いた。その際、彼の知人から「あこがれの海」をトリオに入れた行進曲を作曲して欲しい、と切望され翌年1月に行進曲「あこがれの海」を完成させた。斉藤は爆発的な集中力をもって最後の作品を完成させたという。